# Waragi

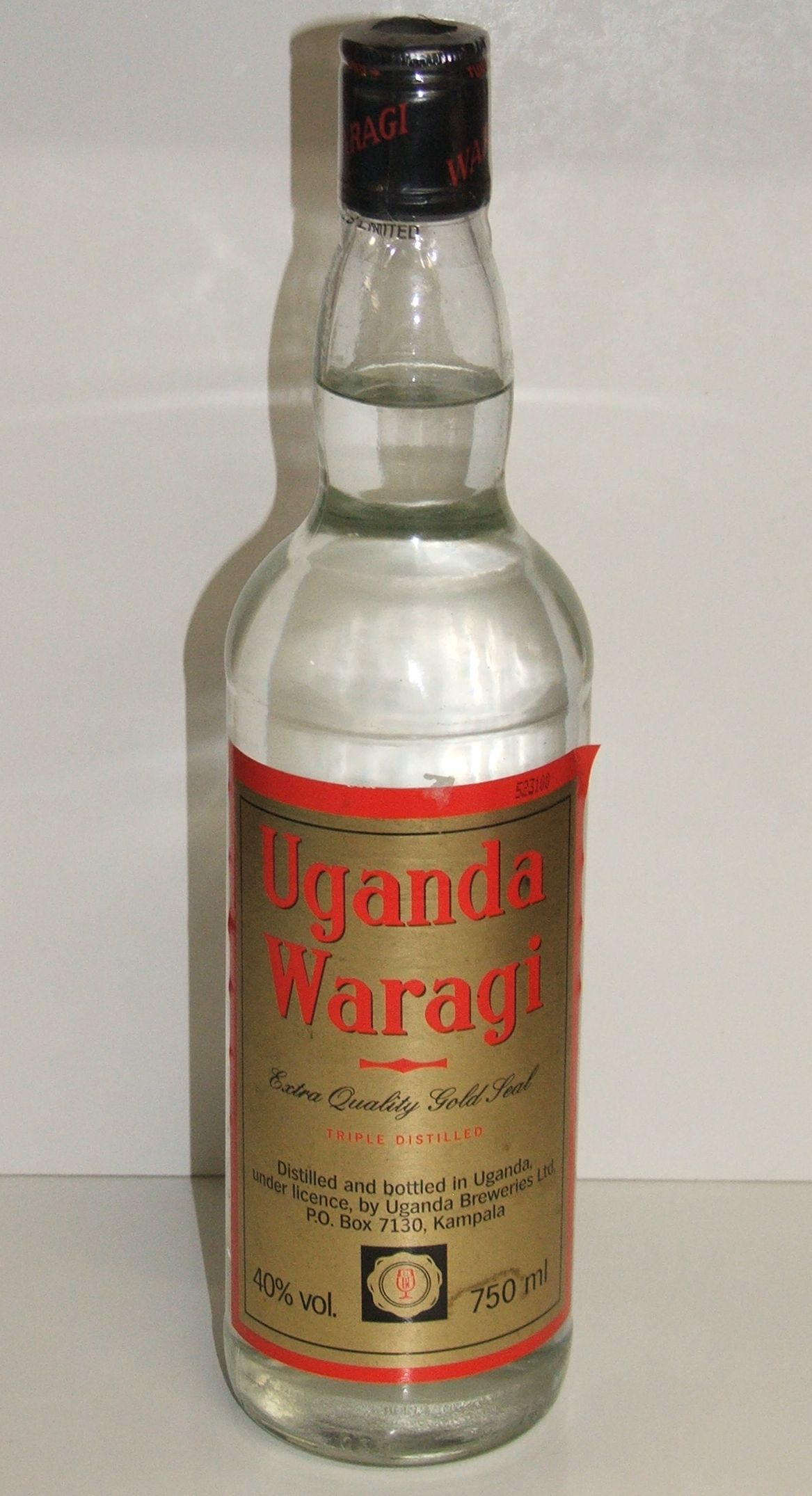
Handelsübliche Flasche UG (Uganda Waragi)

Waragi ([waragi], auch [waradʒi]) ist ein ginähnliches Getränk, das sich in Uganda großen Zuspruchs erfreut.
Der Name entstand aus der Bezeichnung „war gin“ (deutsch: Kriegsgin). Diese Bezeichnung wurde in den 1950ern und 1960ern von den in Uganda lebenden Briten – Uganda war bis zur Unabhängigkeit 1962 britisches Protektorat – für den im Lande gebrannten Schnaps verwendet.

Auf Luganda hieß das Getränk enguli, und das Enguli-Gesetz (The Enguli Act) regelte 1965, dass diese Spirituosen nur noch unter staatlicher Lizenz destilliert werden durften, was allerdings weitestgehend missachtet wurde.
Ein Überbleibsel aus dieser Zeit ist die heute meistkonsumierte Waragi-Marke Uganda Waragi, die damals von einem Staatsbetrieb abgefüllt wurde und heute von East African Breweries Limited produziert wird. Der Uganda Waragi (auch als UG oder Spirit of Uganda bezeichnet) wird aus Hirse hergestellt. Weitere populäre Waragi-Marken, zum Teil von kleinen Brennereien hergestellt, sind Lira Lira (aus Maniokmehl und Rohrzucker) und Kasese (benannt nach der gleichnamigen Stadt), der aus grünen Kochbananen (auf Luganda: matoke) hergestellt wird.